# Tom van der Ven
Tom van der Ven (* 19. März 1991) ist ein niederländischer Musicaldarsteller. Seine Stimmlage ist Baritenor.

## Werdegang
Tom van der Ven studierte von 2012 bis 2016 Musiktheater an der Fontys Hogeschool voor de Kunsten in Tilburg. Während seiner Ausbildung erhielt er unter anderem Gesangsunterricht von Edward Hoepelman und Ingrid Zeegers, sowie Schauspielunterricht von Marc Krone, einem niederländischen Regisseur und Schauspieler. Außerdem nahm er an Workshops unter der Leitung der Musicaldarstellerin Pia Douwes teil.
Während seines Studiums war er in Produktionen von Into the Woods und Company zu sehen.
Ab April 2016 spielte Tom van der Ven die Rolle des Alfreds in der Wiederaufnahme des Musicals Tanz der Vampire im Theater des Westens in Berlin. Er begleitete die Tourproduktion anschließend bis Oktober 2018 nach München, Stuttgart, Hamburg und Köln.
Seit November 2018 steht er als Tink auf der Bühne in der Premierenbesetzung von Bat Out of Hell im Metronom Theater in Oberhausen.

## Engagements
- 2016: Tanz der Vampire / Rolle: Alfred / Stage Theater des Westens (Berlin), Deutsches Theater (München)
- 2017: Tanz der Vampire / Rolle: Alfred / Palladium Theater (Stuttgart), Theater an der Elbe (Hamburg)
- 2018: Tanz der Vampire / Rolle: Alfred / Musical Dome, Köln
- 2018–2019: Bat Out of Hell / Rolle: Tink / Metronom Theater Oberhausen